# Tournoi féminin des moins de 20 ans de l'Union nord-africaine de football
Le Tournoi féminin des moins de 20 ans de l'UNAF est un tournoi féminin de football organisé entre des nations de moins de 20 ans membres de la confédération UNAF. D'autres équipes non membres sont parfois invitées. La première édition s'est tenue en 2019 au Maroc.

## Résultats
| Année        | Hôte    |       | Vainqueur    | 2e place | 3e place | 4e place |
| ------------ | ------- | ----- | ------------ | -------- | -------- | -------- |
| 2019 Détails | Maroc   | Maroc | Burkina Faso | Algérie  | Tunisie  |          |
| 2023 Détails | Tunisie | Maroc | Algérie      | Égypte   | Tunisie  |          |
| 2024 Détails | Maroc   |       |              |          |          |          |

## Bilan des sélections
| Équipe       | Titres          | 2e place | 3e place | 4e place       |
| ------------ | --------------- | -------- | -------- | -------------- |
| Maroc        | 2 (2019*, 2023) | -        | -        | -              |
| Algérie      | -               | 1 (2023) | 1 (2019) | -              |
| Burkina Faso | -               | 1 (2019) | -        | -              |
| Égypte       | -               | -        | 1 (2023) | -              |
| Tunisie      | -               | -        | -        | 2 (2019, 2023) |

* Pays hôte